# Аймарські мови
Аймарські мови (мови Аймара, Хакі, Ару) — одна з двох основних мовних сімей із центральних Анд, разом із кечуанськими мовами.
Гардман (1978) запропонував назву Jaqi для сім'ї мов (1978), Альфредо Тореро запропонував Aru («говорити»), а Родольфо Паломіно — Aymaran, із двома гілками: півдненноаймаранською (або альтіпланською) та центральноаймаранською (хакару та кавкі). 
Кечуанскі мови, особливо ті, що на півдні, мають багато спільної лексики з аймарською мовою, тому мови часто спільно групуються як кечумаранські. Це групування, утім, дуже суперечливе, спільна лексика може пояснюватися запозиченнями, спричиненими тривалим контактом між мовами.

## Фонологія

### Голосні
Аймаранські мови мають лише три фонематичні голосні /a i u/, які в більшості різновидів аймарської та хакарської відрізняються за довжиною. Довжина зазвичай транскрибується за допомогою діарезису (умлауту) в аймарській та діакритиками довжини в хакарській.

### Приголосні
Хоча аймарські мови розрізняються з точки зору наявних приголосних, але вони мають ряд загальних особливостей. Аймарська і хакарська обидві містять фонематичні зупинки на губній, альвеолярній, палатальній, велярній та увулярній точках артикуляції. Зупинки діляться на абруптивні і придихові. Обидві мови також мають альвеолярні, палатальні, і велярні щілинні, а також кілька центральних і бічних апроксимантів.

### Морфонологія
Аймарські мови відрізняються від кечуанських тим, що всі дієслівні та іменні корені повинні закінчуватися на голосну, навіть у запозиченнях: іспанське habas  («боби») стало аймарським hawasa і хакарським háwaša. Цієї особливості немає в інших мовах Анд. 
Як і кечуанскі мови, аймарські дуже аглютинативні. Тим не менш, аймарські відрізняються тим, що багатьо аглютинативних суфіксів викликають пригнічення приголосного в попередньому корені. Прикладом може слугувати втрата кінцевого голосного в слові apa («взяти»), коли він стає ap-su («вийняти»). 

## Підгрупи і мовці
Аймаранська родина складається з двох мов:
- Аймарська. Південний і центральний діалекти іноді розглядаються як окремі мови.
- Хакарська (хакара, ару). Існує кавкський діалект (кавкі, каукі).

Аймарська мова має близько 2,2 мільйонів мовців, 1,7 мільйони в Болівії, 350 000 в Перу, решта в Чилі та Аргентині. Хакарською говорять близько 725 осіб у центральній частині Перу, а кавкська мала 9 носіїв станом на 2005 рік. Кавкська мало задокументована, хоча її стосунки із хакарською дуже близькі. Спочатку Марта Гардман (на дуже обмежених даних) вважала їх різними мовами, однак всі наступні роботи і дослідження суперечать цьому і показали, що вони взаємнозрозумілі і є діалектами однієї мови, які перебувають у процесі розходження.